# Promachus microlabis
Promachus microlabis är en tvåvingeart som beskrevs av Friedrich Hermann Loew 1857. Promachus microlabis ingår i släktet Promachus och familjen rovflugor. Inga underarter finns listade i Catalogue of Life.